# Camila O'Gorman (film)
Camila O'Gorman è un cortometraggio muto del 1909 diretto da Mario Gallo. Gallo era nato a Barletta: naturalizzato argentino, è stato uno dei primi e più importanti registi argentini attivi nei primi anni del Novecento.
La storia del film ricostruisce la vicenda di cui furono protagonisti Camila O'Gorman e padre Ladislao Gutiérrez. I due, diventati amanti, fuggirono nella provincia di Corrientes. Denunciati da padre Michael Gannon, un prete di origine irlandese, furono fucilati entrambi il 18 agosto 1848: le circostanze della loro morte suscitarono uno scandalo internazionale che provocò la caduta del governo di Juan Manuel de Rosas. All'epoca della sua morte, Camilla, che aveva da poco compiuto i vent'anni, era incinta di otto mesi.

## Produzione
Il film fu prodotto nel 1909.

## Distribuzione
Il film uscì nelle sale cinematografiche argentine nel 1909. Nel 1984, la regista María Luisa Bemberg sceneggiò e diresse una nuova versione della storia in un film dal titolo Camilla - Un amore proibito che è stato candidato all'Oscar al miglior film straniero nel 1985.